# Fédération du Honduras de basket-ball
La Fédération du Honduras de basket-ball est une association, fondée le 5 octobre 1953, chargée d'organiser, de diriger et de développer le basket-ball au Honduras.
La Fédération représente le basket-ball auprès des pouvoirs publics ainsi qu'auprès des organismes sportifs nationaux et internationaux et, à ce titre, le Honduras dans les compétitions internationales. Elle défend également les intérêts moraux et matériels du basket-ball hondurien. Elle est affiliée à la FIBA depuis 1953, ainsi qu'à la FIBA Amériques.
La Fédération organise également le championnat national.